# غو وو ري
غو وو ري (ولدت في 22 فبراير 1988)، معروفة بأسمها الفني وو ري، هي مغنية ومغنية راب وممثلة وعارضة ترويجية من كوريا الجنوبية . هي مغنية الراب الأساسية في فرقة الفتيات الكورية الجنوبية رينبو.

## السيرة الذاتية
وو ري ولدت في جيونجو، كوريا الجنوبية ، في يوم 22 فبراير 1988. ودرست في مدرسة دايجون الثانوية للفنون والجامعة الكورية الوطنية للرياضة. وكانت سابقا متدربة في شركة اس ام إنترتيمنت قبل أن تذهب لشركتها الحالية دي إس بي ميديا.

## مهنتها

### رينبو
ظهرت وو ري لأول مرة كمغنية الراب الأساسية في فرقة رينبو وهي أخر عضوة تنضم للفرقة. 12 نوفمبر 2009، ريبنو أصدروا أول ألبوم مصغر لهم بعنوان «قوسيب قيرلز».

### رينبو بلاكس
وو ري، جاكيونغ، سيونغاه وهيونيونغ ترسموا كرينبو بلاكس، وهي ثاني فرقة فرعية للفرقة الأساسية رينبو وتكونت في 2014. الفرقة أصدرت أول ألبوم لها في 20 يناير 2014 بعنوان «أر بي بلاكس».

### الأنشطة الفردية
في 10 نوفمبر 2011. وو ري بدأت مهتنها في التمثيل لأول مرة كممثلة في فيلم «أنت حيواني الأليف». في عام 2011، وو ري كانت من ضمن أعضاء الموسم الثاني من برنامج  الشباب الذي لا يقهر.
في فبراير 2012، مثلت في المسلسل الدرامي «أريد جنية» 
كانت من ضمن الأدوار الثانوية في مسلسلات عدة مثل  اوتار القلوب" (2011) "اليوم المجيد (2014) و الملكة الزهرة (2015).

## الأعمال

### الأفلام
| السنة | العنوان           | الدور       | ملاحظات   |
| ----- | ----------------- | ----------- | --------- |
| 2010  | دقات القلب        | ظهور        |           |
| 2011  | أنت حيواني الأليف | لي مين سيون | دور ثانوي |

### الملسلسلات
| السنة   | العنوان                    | القناة      | الدور          | الملاحظات             | المراجع |
| ------- | -------------------------- | ----------- | -------------- | --------------------- | ------- |
| 2012    | أريد جنية                  | كي بي إس 2  | غو ريا         |                       |         |
| 2013    | أجبني 1994                 | تي في إن    | أوم جانغ هوا   | ظهور خاص في الحلقة 18 |         |
| 2013    | ثنائي العيادة: الحب والحرب | كي بي إس 2  | عو أيون        |                       |         |
| 2014    | اليوم المجيد               | إس يي إس    | جانغ دا ان     | دور ثانوي             |         |
| 2015    | الملكة الزهرة              | إم بي سي    | سيو يوو-را     | دور ثانوي             |         |
| 2016    | إبدأ من جديد               |             | لي يي را       |                       | [ 4 ]   |
| 2018    | يونام دونج 539             | ام بي ان    | سوك دو هي      |                       | [ 5 ]   |
| 2018    | حبي الوحيد                 | كي بي إس 2  | سو يونغ باي    |                       | [ 6 ]   |
| 2019    | الحب في الحزن              | إم بي سي    | أوه تشيول يونغ |                       | [ 7 ]   |
| 2020    | تابع حياتك                 | جي تي بي سي | مدرس موسيقى    | ظهور خاص              |         |
| 2020-21 | الجمال الحقيقي             | تي في ان    | سيلينا لي      |                       | [ 8 ]   |
| 2021    | مرحبا، إنها أنا            | كي بي إس 2  | بانغ أوك جو    |                       | [ 9 ]   |
| 2021    | الماوس                     | تي في ان    | جينيفر لي      | الحلقة (9)            |         |
| 2022    | غاس للإلكترونيات           | اوله تي في  | سونغ هيونغ مي  |                       | [ 10 ]  |

### البرامج
| السنة     | العنوان               | القناة     | ملاحظات |
| --------- | --------------------- | ---------- | ------- |
| 2011–2012 | الشباب الذي لا يقهر 2 | كي بي إس 2 | عضوة    |
| 2012–2013 | مرحبا أيها المستشار   | كي بي إس 2 | ضيفة    |

### الفيديوهات الموسيقية
| السنة | عنوان الأغنية | الفنان | الدور  |
| ----- | ------------- | ------ | ------ |
| 2013  | سنيك          | A-Jax  | بنفسها |

## وصلات خارجية
- غو وو ري على موقع IMDb (الإنجليزية)
- غو وو ري على موقع IMDb (الإنجليزية)
- غو وو ري على موقع ميوزك برينز (الإنجليزية)
- غو وو ري على موقع ديسكوغز (الإنجليزية)
- غو وو ري على موقع قاعدة بيانات الفيلم (الإنجليزية)

- غو وو ري على التويتر